# Hdparm
hdparm — утилита командной строки для Unix-подобных операционных систем. Утилита предназначена для регулировки и просмотра параметров жёстких дисков с интерфейсом ATA. Утилита может установить такие параметры как объём кеш-памяти накопителя, спящий режим, управление питанием, управление акустикой и настройки DMA.
Ранее входила в пакет hwtools.
Изменение аппаратных параметров от неоптимальных консервативных по умолчанию до оптимальных, может повысить производительность диска. Однако, в настоящее время нет надёжных методов для определения оптимальных параметров для устройства, кроме осторожных проб и наблюдений за ошибками. Также не существует никакой централизованной базы данных, которая могла бы собирать информацию о наблюдениях ряда опытных пользователей hdparm.
hdparm имеет очень серьёзный недостаток: утилита может привести к сбою компьютера и сделать данные на жёстком диске недоступными, после применения сочетания некоторых параметров. Всего доступно приблизительно шестьдесят семь параметров, изменение некоторых из них опасно и может привести к краху файловой системы. Перед использованием hdparm, нужно очень внимательно ознакомиться с руководством по работе с утилитой (выполнив команду man hdparm), иметь полную резервную копию всех файлов на диске.
hdparm является свободным программным обеспечением под BSD-лицензией.
Для просмотра общей информации о жёстком диске используется команда:
```
hdparm
 
-i
 
/dev/sd<буква>

```

где <буква> — строчная буква латинского алфавита, соответствующая определённому физическому диску, если их несколько. Если физический диск в компьютере единственный, то ему будет всегда соответствовать файл /dev/sda.

## Advanced Power Management
Отключение функции APM позволяет уменьшить частоту «парковки» головок жёсткого диска, что позволяет снизить уровень шума. Для отключения APM используется команда:
```
hdparm
 
-B
 
255
 
/dev/sd<буква>

```

или запись в конфигурационном файле /etc/hdparm.conf:
```
 
/dev/sd<буква>
 
{

 
apm
 
=
 
255

 
}

```

## Режимы Ultra DMA протоколаATA
Для включения или выключения IDE DMA вручную может применяться команда hdparm. Современные версии ядра Linux автоматически включают DMA режим, что можно наблюдать в сообщениях отладки (строки вида ata1.00: configured for UDMA/133 или hda: UDMA/33 mode selected).
Определить скорость передачи данных можно по таблице:
| Режим  | Мбайт/с | UDMA    |
| ------ | ------- | ------- |
| Mode 0 | 16.7    | UDMA16  |
| Mode 1 | 25.0    | UDMA25  |
| Mode 2 | 33.3    | UDMA33  |
| Mode 3 | 44.4    | UDMA44  |
| Mode 4 | 66.7    | UDMA66  |
| Mode 5 | 100.0   | UDMA100 |
| Mode 6 | 133.3   | UDMA133 |

## Automatic Acoustic Management
Для снижения шума жёсткого диска с помощью AAM используется ключ -M:
```
hdparm
 
-M
 
128
 
/dev/sda

```

Значение 128 максимально снижает шум, максимальное значение 256 увеличивает шум и производительность.
Для постоянного задания параметров используется конфигурационный файл /etc/hdparm.conf:
```
 
/dev/sda
 
{

 
acoustic_management
 
=
 
128

 
}

```

## Интервал отключения
С помощью ключа -S можно задать время, которое должно пройти после последнего обращения к диску, по истечении которого диск перейдёт в режим ожидания. Вращение дисков при этом останавливается до следующего обращения к диску. Если параметр лежит в диапазоне от 1 до 240, он умножается на 5 секунд (можно задать время от 5 секунд до 20 минут), от 241 до 251 — из параметра вычитается 240 и результат умножается на 30 минут (можно задать от 30 минут до 5.5 часов).
Следующая команда установит интервал отключения равным 150 сек (30х5):
```
hdparm
 
-S
 
30
 
/dev/sda

```

можно также задать параметр в конфигурационном файле /etc/hdparm.conf:
```
/dev/hdb
 
{

spindown_time
 
=
 
240

}

```

## Многосекторное чтение
Жёсткие диски способны прочитать более одного сектора за один раз. Значение multicount задаёт количество одновременно читаемых секторов жёсткого диска, управляется ключом -m:
```
hdparm
 
-m
 
16
 
/dev/sda

```

Для выполнения команды может потребоваться ключ "--yes-i-know-what-i-am-doing".
Значение данного параметра лучше ставить равным значению MaxMultSect для данного жёсткого диска.
можно также задать параметр в конфигурационном файле /etc/hdparm.conf:
```
/dev/hdb
 
{

mult_sect_io
 
=
 
16

}

```

## Опережающее чтение
Для повышения производительности жёсткого диска при работе с большими файлами, используется параметр readahead, управляемый с помощью ключа -a:
```
hdparm
 
-a
 
32
 
/dev/sda

```

Значение параметра лучше всего подбирать, исходя из значения multicount для вашего HDD, для десктопов лучше всего подойдёт (multicount)*2
Можно так же задать параметр в конфигурационном файле /etc/hdparm.conf:
```
/dev/hdb
 
{

read_ahead_sect
 
=
 
32

}

```